# Boleč
Boleč (em cirílico:Болеч) é uma vila da Sérvia localizada no município de Grocka, pertencente ao distrito de Belgrado, na região de Šumadija. Possuía uma população de 6460 habitantes segundo o censo de 2009.

## Demografia
| 1948  | 1953  | 1961  | 1971  | 1981  | 1991  | 2002  |
| ----- | ----- | ----- | ----- | ----- | ----- | ----- |
| 1 184 | 1 213 | 1 277 | 1 476 | 3 395 | 4 960 | 5 720 |